# HMS Vanguard (1992)
HMS Vanguard — атомная подводная лодка типа «Вэнгард», относится к классу ПЛАРБ, вооружена баллистическими ракетами «Трайдент». Базируется на базе КВМФ Клайд, Аргайл, Шотландия. Является одиннадцатым судном Королевского ВМФ, носящим это имя.
HMS Vanguard была построена в Барроу-ин-Фернесс фирмой Vickers Shipbuilding and Engineering (ныне BAE Systems Maritime – Submarines) и спущена на воду 4 марта 1992 года. Принята на вооружение 14 августа 1993 года.
На лодке сформировано два экипажа — левого и правого бортов.

## История службы
Первым командующим офицером субмарины был Капитан КВМФ Дэвид Расселл (англ. Captain David Russell).
В феврале 2002 года Vanguard начала двухгодичное переоснащение на базе КВМФ Девонпорт. Переоснащение было завершено в июне 2004 года, а в октябре 2005 года Vanguard завершила сдаточные испытания со стрельбой неснаряженными ракетами Трайдент. Во время переоснащения на Vanguard незаконно проникла пара участников анти-ядерного протестного движения.
4 февраля 2009 года Vanguard столкнулась с французской субмариной Triomphant в Атлантике. 14 февраля 2009 года, после столкновения, своим ходом вернулась на базу КВМФ Клайд.

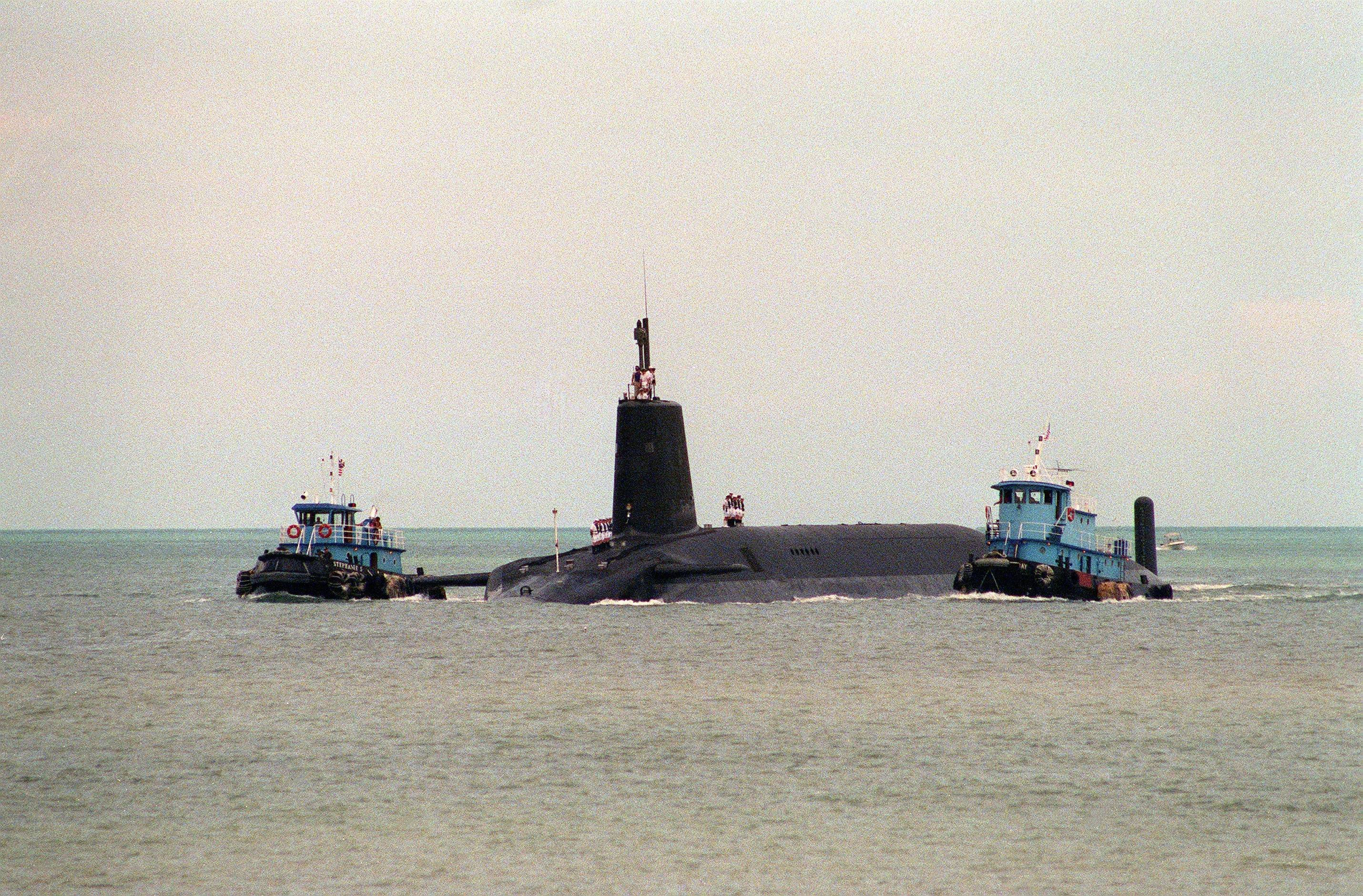
Vanguard заводится в гавань Флориды двумя гражданскими буксирами